# Sanhaja
Sanhaja ( Arabisk: صنهاجة , Ṣanhaja eller زناگة Znaga; berbisk ''Aẓnag'', pl. Iẓnagen, og også Aẓnaj, pl. Iẓnajen) var engang en af de største berbiske stammesammenslutninger sammen med Zanata- og Masmuda-sammenslutningerne. Mange stammer i Algeriet, Libyen, Mali, Mauretanien, Marokko, Niger, Senegal, Tunesien og Vestsahara bar og bærer stadig dette etnonym, især i dets berberiske form.
Blandt andre navne for befolkningen findes Zenaga, Znaga, Sanhája, Sanhâdja og Senhaja .

## Triade
Ibn Khaldun og andre definerede ikke Sanhaja som en enkelt konføderation, men som en gruppe af tre separate konføderationer. Forskellen er normalt lavet med et diakritisk punkt placeret over eller under, som er til stede i den arabiske tekst og ofte forsvinder på andre sprog.
1. Danhāǧa/Sanhaja (Sanhaja af den første type) er en sammenslutning af: Kutāma - Zawāwa fra Kabylebjergene, inklusive nogle områder som Algier og Constantine, der ikke længere taler Taqbaylit-dialekter (de besatte hele den nordlige del af regionen Constantincis, mellem Awrās/Aures og havet, det vil sige den region, der indeholder byerne Īkd̲j̲ān, Seṭīf, Bāg̲h̲āya, Ngaus/Niḳāwus, Tiguist/Tikist, Mīla, Constantine, Skīkda m.fl.). Denne konføderation inkluderer Massissens, på højre bred af floden Soumam.[4] Zirid-dynastiet, Hammadid-dynastiet, Fatimid-kalifatet, Taifa af Alpuente, Taifa af Granada, Kongeriget Ait Abbas og Kongeriget Kuku stammer fra denne konføderation.
2. Aznag/Iẓnagen (زناگة, Znaga) [Sanhaja af den anden type ("Sanhaja af sløret" med henvisning til den blå ansigtsdækning)] er en sammenslutning af: Lemta, Massufa, Warith/Banū Warit, Lamtuna/Ilemteyen, Gudāla/ Djudalla/Gazzula/Geuzula/Gaetuli, Anifa, Charta, Mandala. Gezoula-Heskoura er defineret som brødrene til Aznag (fra Teskee) i modsætning til at være en del af Aznag-konføderationen. Tebo/Tebou/Toubou -talerne i Tebu er defineret som Znaga ifølge Agnosti, Lemta af al-Yaqubi. </link>[ <span title="This claim needs references to reliable sources. (July 2024)">citat nødvendig</span> ] Denne konføderation er primært placeret omkring Vestsahara, Mauretanien og Senegal. Almoraviderne stammer fra Lamtuna-sammenslutningen.
3. Ṣanhāja [Sanhaja af den tredje type] er en sammenslutning af: Maṣmūda -( G̲h̲umāra / Hintata / Barghawata ) talere af Shilha. Denne konføderation er primært placeret i området for den marokkanske Atlas' Shilha-højttalere. Nogle Riffianere har i dag disse stammenavne ( Sanhadjan Rif, som et resultat af den senere Zenati-integration i denne gren af Sanhaja under Almohaderne). Almohads og Hafsid-dynastiet stammer fra denne konføderation.

## Oprindelse
Berberstammer som Sanhadja eller Kutama tilskrives ofte som Himyarite-oprindelse, af arabiske historikere, men andre genealogiske kilder og moderne genetiske test, afslører at denne formodede oprindelse sandsynligvis er en myte. Historikeren Al-Idrīsī præsenterer et eksempel på den himyaritiske myte som følgende:
| Citat                                                                 | Han sporede derefter oprindelsen af Ṣanhādja- og Lamṭa-stammerne til deres fælles mandlige forfader Lamṭ, søn af Za'zā', som var fra børnene (min awlād) af Ḥimyar, og tilskrev således dem begge de sydarabiske rødder. Den lignende oprindelse tilskrives også "broren" til Ṣanhādj og Lamṭ af moderlinjen, Hawwār, hvis forfader var al-Muṣawwir, søn af al-Muthannā, søn af Kalā', søn af Ayman, søn af Sa'īd, søn af Ḥimyar. Ifølge en legende var hans og hans stammes bolig i Hejaz, men de forlod det på jagt efter tabte kameler, så de krydsede Nilen og nåede Maghrib, hvor al-Muṣawvir giftede sig med Tāzikāy, mor til Ṣanhādj og Lamṭ. | Citat |
| Anastasia V Stepanova: Oprindelsen af Berber-stammeforbundet Ṣanhādja | |       |

## Historie
Efter islam ankomst spredte Sanhaja sig til Sudans grænser så langt som til floderne Senegal og Niger.
Sanhaja-berberne var en stor del af berbernes befolkning. Fra det 9. århundrede blev Sanhaja-stammer etableret i Mellematlas-området, i Rif-bjergene og fra Marokkos Atlanterhavskyst, det centrale og østlige Algeriet (Kabylien, Setif, Algier, Msila) og også i det nordlige Niger. Kutama skabte Fatimidernes imperium, der erobrede alle nordafrikanske lande og dele af Mellemøsten. Sanhaja-dynastierne kontrollerede Ifriqiya indtil det 12. århundrede og etablerede deres styre i alle landene i Maghreb-regionen.
I midten af det 11. århundrede inviterede en gruppe Sanhaja-høvdinge, der var vend tilbage fra Hajj (pilgrimsfærd til Mekka), teologen Ibn Yasin til at prædike blandt deres stammer. I midten af det 11. århundrede, samlede Ibn Yasin stammerne i almoravidernes alliance. Denne konføderation etablerede derefter Marokko og erobrede det vestlige Algeriet og Al-Andalus (en del af det nuværende Spanien).
Sanhaja-stammerne forblev landbrugere og fiskere eller højere oppe på den sociale rangstige som religiøse (Marabout eller Zawiya) stammer. 

## Nutiden
Efterkommerne af Sanhaja og deres sprog findes stadig i dag i Mellematlasbjergene, det østlige Marokko, det nordlige Marokko (Rif), det vestlige Algeriet, Kabylien og Kabylernes områder.
Zenaga, er en mindre gruppe, der menes at stamme fra Gudala (den sydligste Sanhaja-stamme), bor i det sydvestlige Mauretanien og dele af det nordlige Senegal.